# Centennial (hop)
Centennial is een hopvariëteit, gebruikt voor het brouwen van bier.
Deze hopvariëteit is een “dubbeldoelhop”, bij het bierbrouwen gebruikt zowel voor zijn aromatische als zijn bittereigenschappen. Deze Amerikaanse variëteit is een kruising tussen Brewer's Gold en een geselecteerde mannelijke USDA-plant. De variëteit werd gekweekt in 1974 door S.T. Kenny en C.E. Zimmerman en op de markt gebracht in 1990.

## Kenmerken
- Alfazuur: 7 – 12%
- Bètazuur: 3,5 – 4,5%
- Eigenschappen: bloemig met fijne citrustoetsen